# Moorwettern
El Moorwettern és un wettern a Harburg i Neuland a l'estat d'Hamburg a Alemanya. Neix al sud del carrer Hörstener Straße prop del Canal del Seeve i desemboca via el Diamantgraben a l'Elba meridional al barri de Neuland. El seu nom significa rec de desguàs de l'aiguamoll.

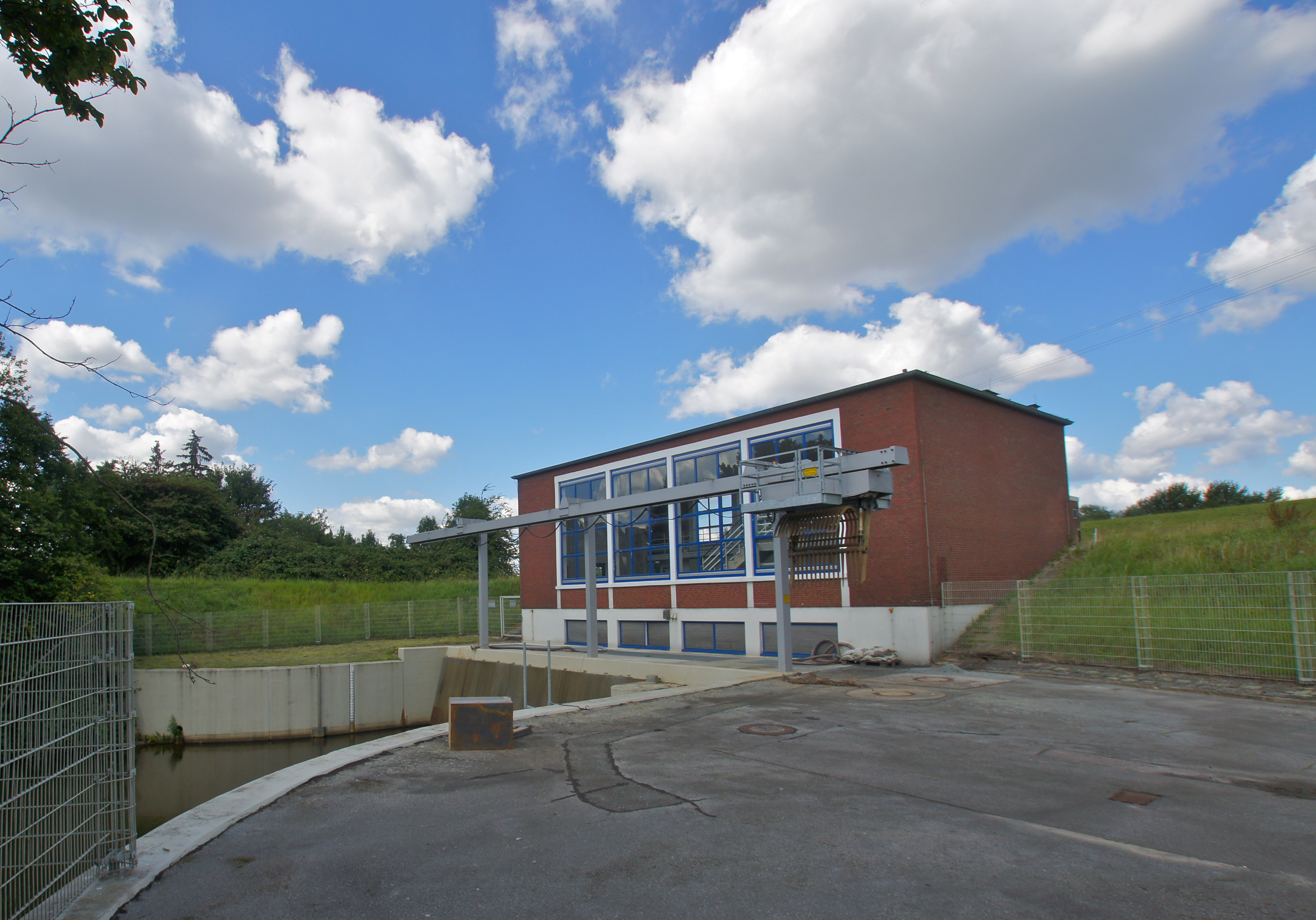
Resclosa de desguàs i estació de bombatge vers el Diamantgraben
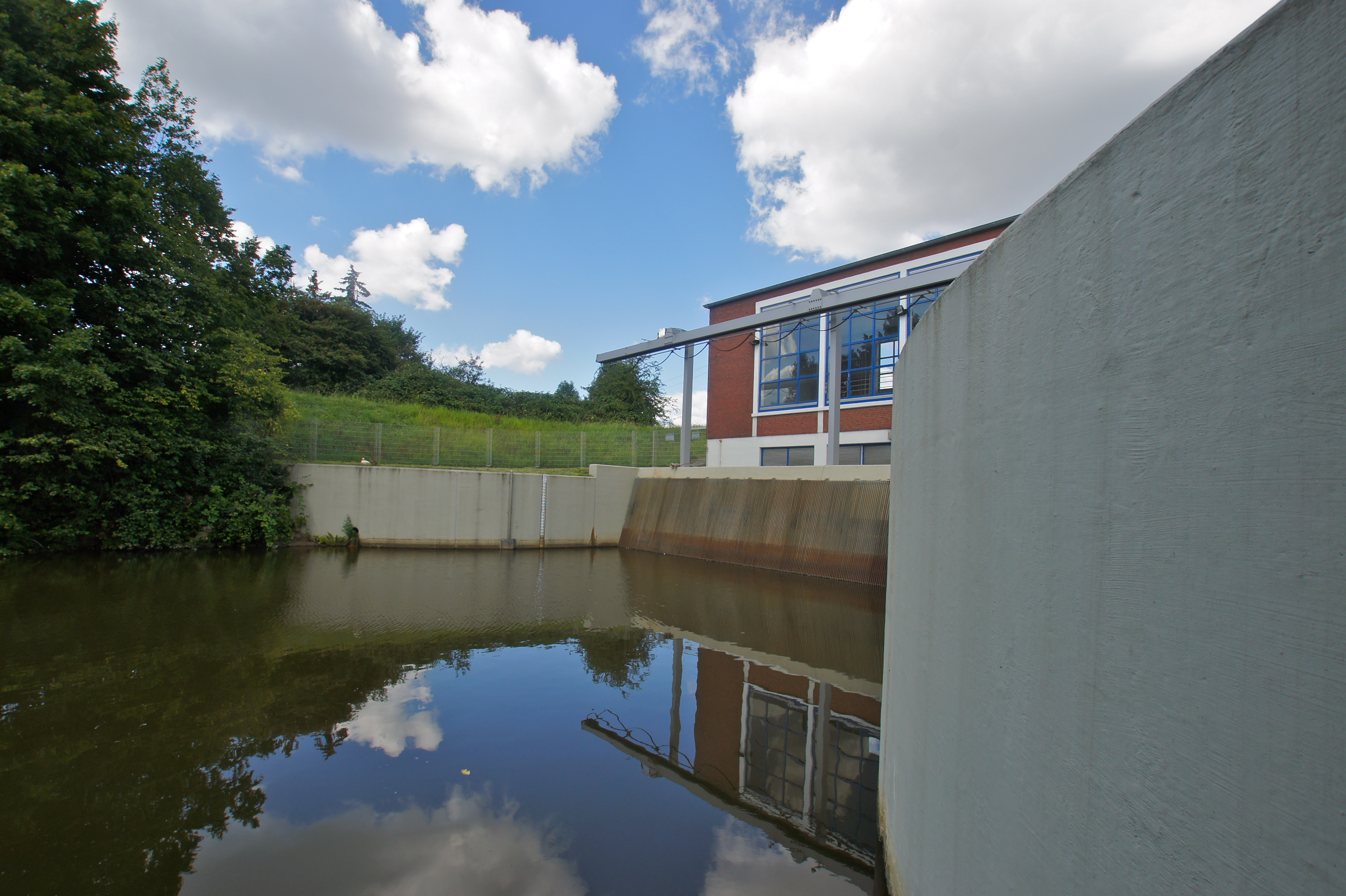
La resclosa de desguàs
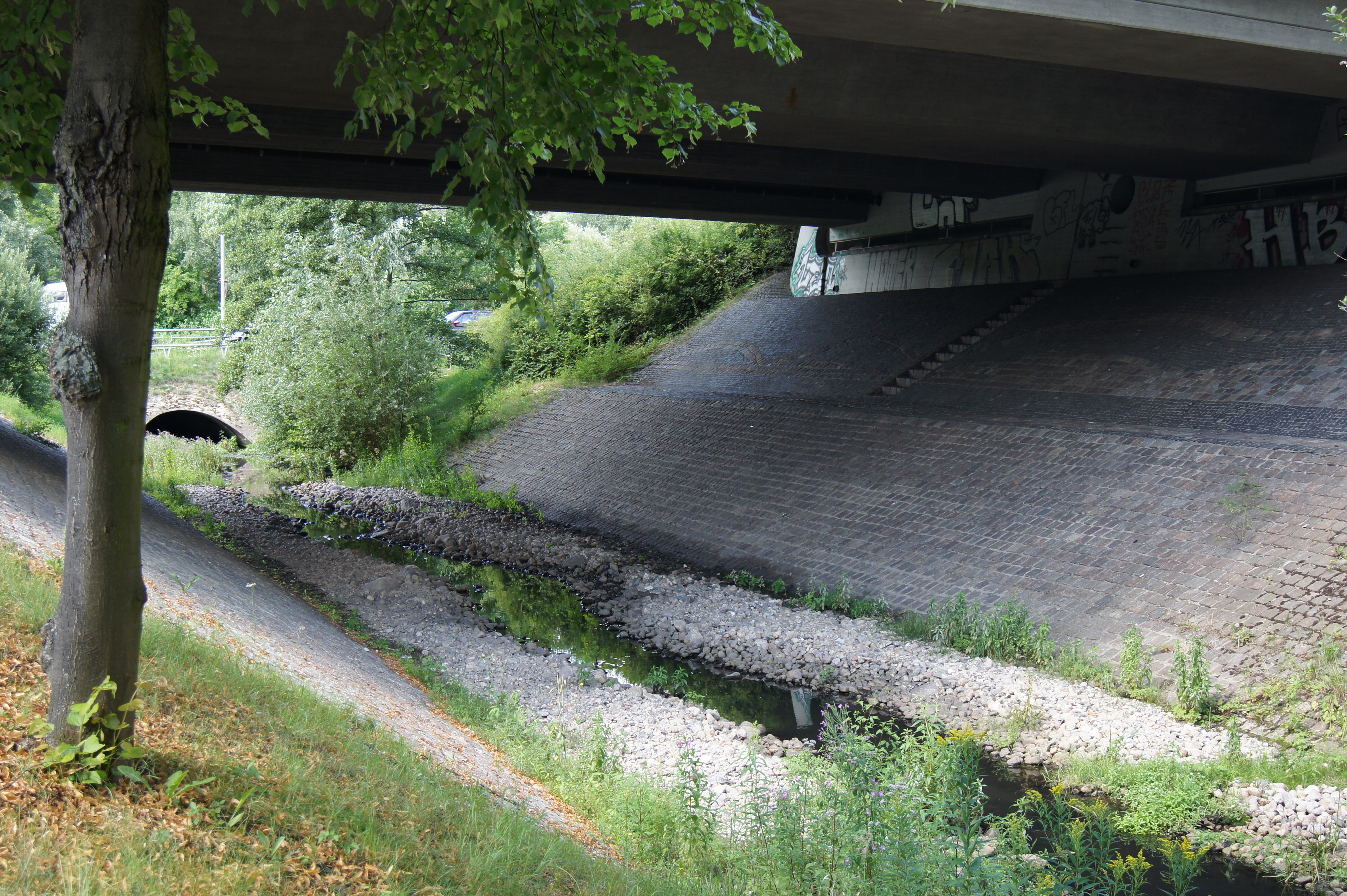
El Moorwettern sota el pont Walter Dudek a Harburg
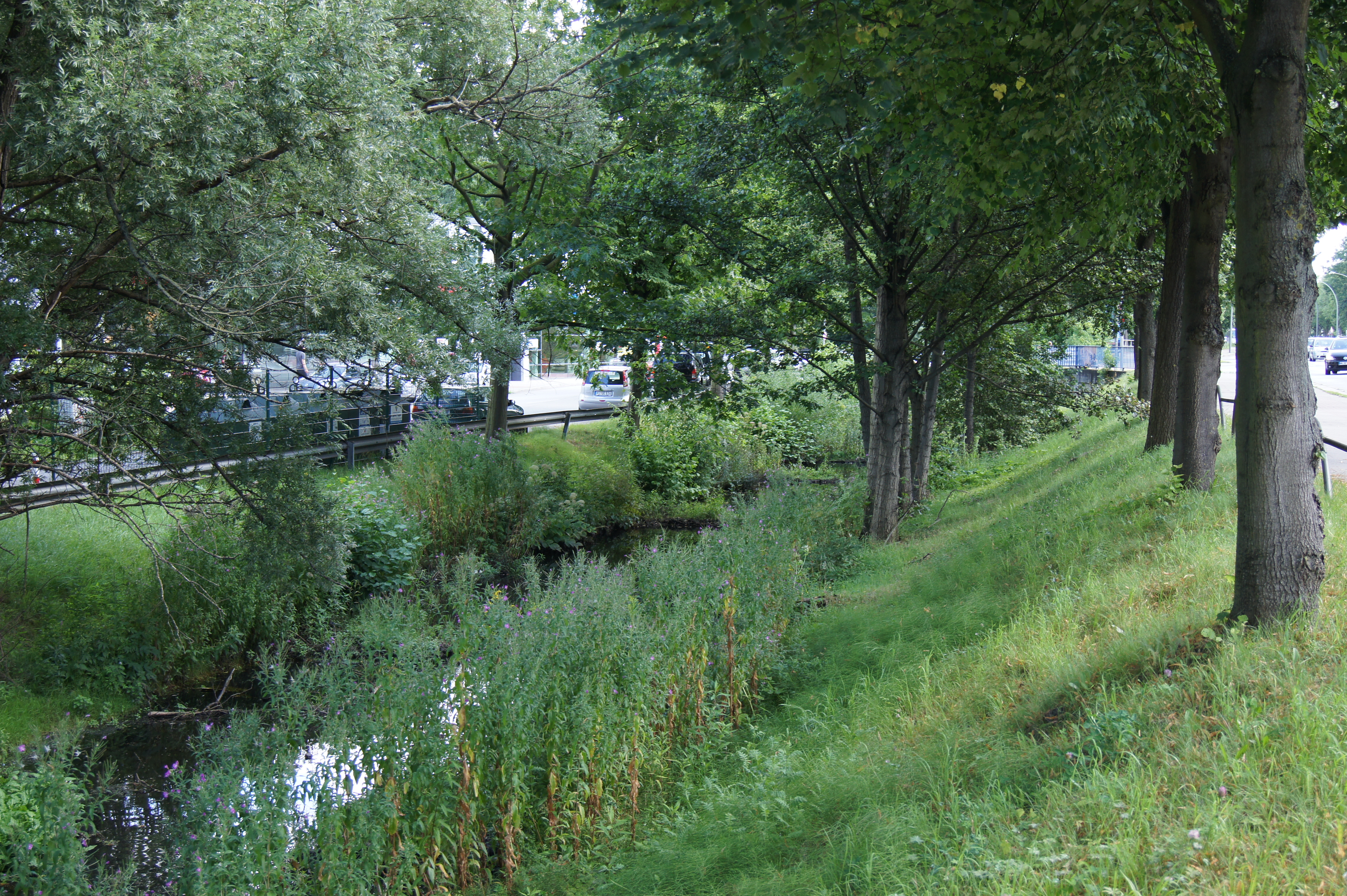
El rec al carrer Hörstener Straße